# 지은 (배우)
지은은 대한민국의 배우이다.

## 출연작

### 드라마
- 2013년  OCN 일요 미니시리즈  《특수사건 전담반 TEN 2》
- 2015년  MBC 일일특별기획드라마  《딱 너 같은 딸》
- 2017년  SBS 아침 일일연속극  《달콤한 원수》 ... 구해리 역
- 2018년  SBS 토요 미니시리즈  《그녀로 말할 것 같으면》 ... 심은정 역
- 2019년  MBC 월화 미니시리즈  《특별근로감독관 조장풍》
- 2019년  tvN 수목 미니시리즈  《검색어를 입력하세요 WWW》
- 2021년 ~ 2022년  MBC 금토드라마  《옷소매 붉은 끝동》 ... 월혜 역
- 2022년  tvN 월화 미니시리즈  《조선 정신과 의사 유세풍》 ,,, 허씨 역

### 영화
- 2012년  영화  《화차》
- 2012년  영화  《건축학개론》
- 2013년  영화  《연애의 온도》
- 2013년  영화  《닥터》
- 2015년  영화  《가족시네마》
- 2016년  영화  《밀정》 - 폭탄재료상부인 역
- 2016년  영화  《미씽: 사라진 여자》

## 광고
- 마몽드 바이럴
- DOUBLE A